# Altınordu İdman Yurdu Spor Kulübü
L'Altınordu İdman Yurdu Spor Kulübü, noto come Altınordu İdman Yurdu, è stata una società polisportiva turca di Istanbul.

## Storia
La polisportiva fu fondata a Istanbul da Aydınoğlu Raşit Bey nel 1909, con il nome di Progres FC. Nel 1914 cambiò nome in Altınordu İdman Yurdu Spor Kulübü. La sezione calcistica del club, che vestiva il rosso e il blu, si laureò campione di Istanbul nel 1916-1917 e nel 1917-1918. La società si sciolse nel 1926.

## Palmarès
- Campionato di Istanbul di calcio: 2

1916-1917, 1917-1918